# Stazione di Tromello
La stazione di Tromello è una fermata ferroviaria posta lungo la linea Vercelli–Pavia, a servizio dell'omonimo comune.

## Storia
La stazione fu attivata il 31 dicembre 1882, all'apertura della tratta Garlasco-Mortara della linea Vercelli-Pavia.

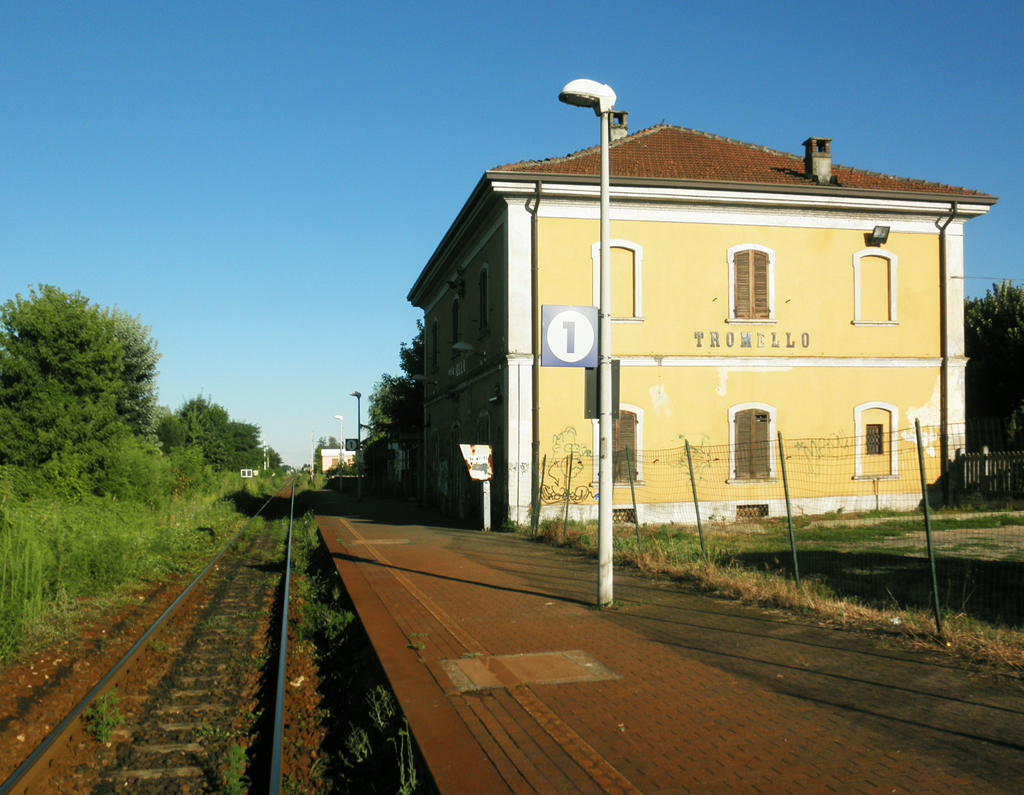
Il piazzale binari

Successivamente venne trasformata in fermata.

## Strutture ed impianti
La fermata possiede un fabbricato viaggiatori a due piani, risalente all'epoca dell'apertura della linea, e conta un unico binario, servito da un marciapiede.
In passato erano presenti un binario di raddoppio e uno scalo merci con annesso magazzino.

## Movimento
La stazione è servita da treni regionali svolti da Trenord nell'ambito del contratto di servizio stipulato con la Regione Lombardia.

## Interscambi
Adiacente alla stazione sorgeva, fra il 1884 e il 1934, un analogo impianto a servizio della tranvia Novara-Vigevano-Ottobiano.